# 吴易风
吴易风（1932年—），别名吴桂元，男，江苏高邮人，中国经济学家，曾任中国人民大学教授、博士生导师。